# Risorgimento

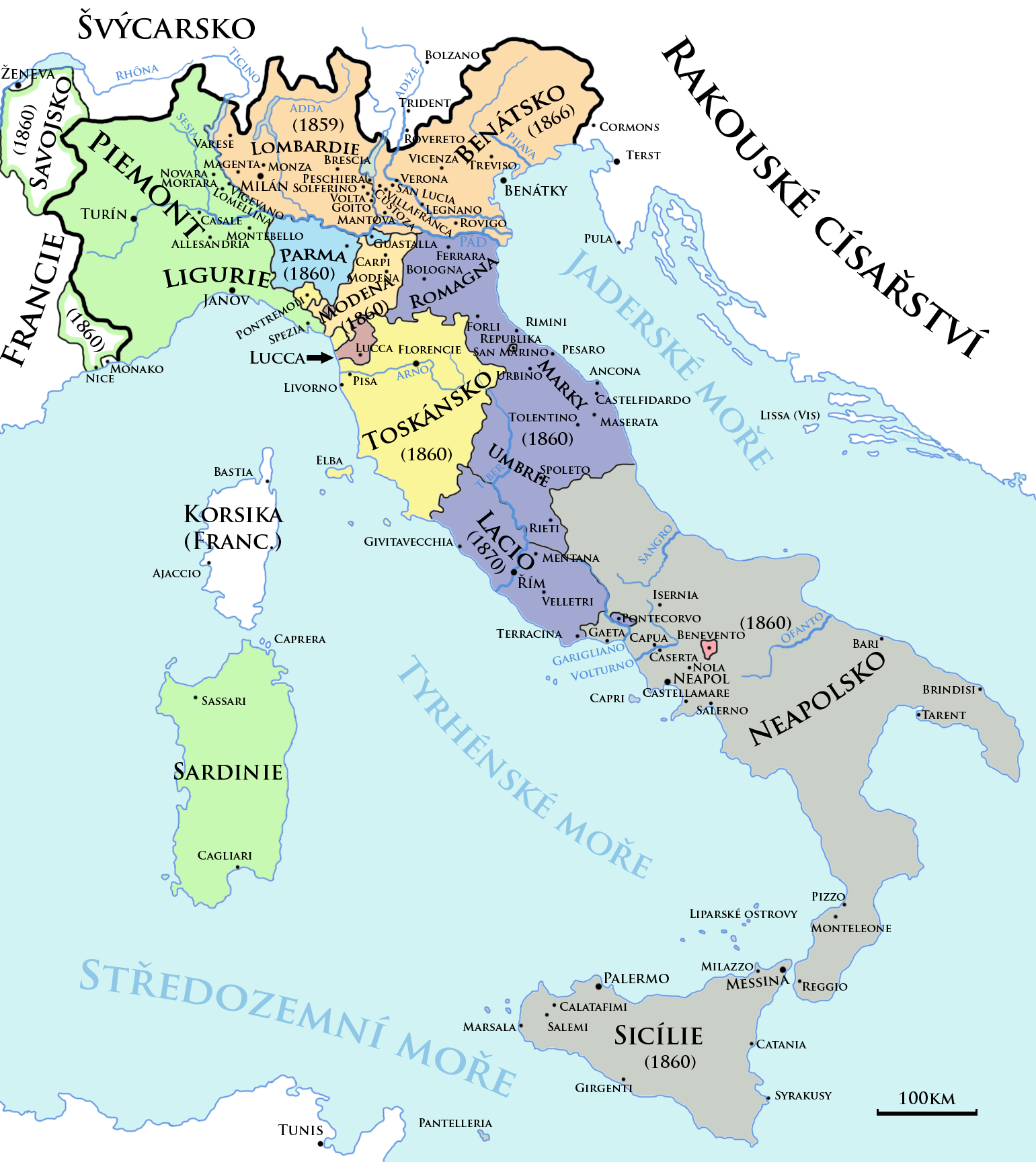
Sjednocování Itálie v letech 1815 až 1870 (v závorce u každé země jsou uvedena data připojení, případně odstoupení):
Sardinské království (roku 1861 přeměněno na Italské království)
Parmské vévodství
Papežský stát
Lombardsko-Benátské království (pod rakouskou nadvládou)
Modenské vévodství
Toskánské velkovévodství
Království obojí Sicílie
Vévodství Lucca (od roku 1847 součást Toskánska)
Beneventské vévodství
Odstoupeno Francii

Risorgimento (z italské předpony ri – „znovu“ a slovesa sorgere – „vznikat“, „pramenit“) bylo hnutí za svobodu a národní jednotu Itálie v letech 1815–1870 s cílem politicky sjednotit italský národ a vybudovat na Apeninském poloostrově  jednotný italský stát. V přeneseném významu slovo obecně vyjadřuje každou ideu obnovy jednoty národa nebo jiného společenství lidí po dlouhé době.
Po období francouzské nadvlády v letech 1796 až 1815 se v Itálii obnovily předchozí státní celky povětšinou s původními dynastiemi v čele. V Benátsku a Lombardii se usídlilo Rakouské císařství, jež se snažilo udržovat si dominantní vliv na poloostrově. Vzpoury organizované již ve dvacátých letech především tajnými společnostmi, mezi nimiž patřili mezi nejvýznamnější takzvaní karbonáři, se setkaly se značnými neúspěchy. Novou vlnu povstání přinesl rok 1830, ale ani tentokrát se nepodařilo dosáhnout alespoň části požadavků rodících se demokratických sil. Nový rozmach přinesl ve třicátých letech do italského národně-osvobozeneckého hnutí janovský rodák Giuseppe Mazzini, zakladatel hnutí Mladá Itálie, ale ani jemu se nepodařilo během mnoha pokusů o vojenský odpor proti stávajícím pořádkům uspět. Dalším významným obdobím se stala až léta 1848 až 1849, i tentokrát se ovšem podařilo intervenčním vojskům a domácím vládcům hrozbu revoluce během první italské války za nezávislost zažehnat vojenskými prostředky. V polovině století na značné části italského území tak nadále panovaly autoritářské režimy.
Mezi těmito státy se po revolucích na konci čtyřicátých let začalo prosazovat Sardinské království, jež bylo oproti ostatním státním celkům značnou výjimkou. Zdejšímu králi Viktoru Emanuelovi II. se nepodařilo zrušit ústavu, takže Sardinské království představovalo v oblasti Itálie jedinou konstituční monarchii. Zde se ujal postu předsedy vlády Camillo Benso Cavour, jenž zavedl v zemi rozsáhlé reformy a zlepšení infrastruktury, čímž dosáhl citelného hospodářského oživení. Ve spojenectví s francouzským císařem Napoleonem III. se Sardinskému království podařilo roku 1859 během druhé italské války za nezávislost opakovaně porazit rakouská vojska a v následujících letech získat podstatnou část území na Apeninském poloostrově, takže roku 1861 byl vyhlášen vznik Italského království. Poslední dvě oblasti, Benátsko a území kolem Říma zvané Lazio, získal italský stát až později. Benátky s okolím roku 1866, Řím a Lazio roku 1870, čímž bylo risorgimento završeno.

## Pozadí

Vlajka karbonářů

Během francouzské nadvlády nad Itálií mezi lety 1796 až 1815 se zde začala vytvářet nová intelektuální vrstva vzešlá často z Francouzi zakládaných školských institutů. Na Apeninském poloostrově vznikala nová společenská elita, vytvářející veřejné mínění a postupně formující své národní myšlení. Vedle literatury a novinářství se tito vzdělanci snažili působit i v oblasti politiky, a protože jim to za daných okolností nebylo zcela umožněno, vytvářeli často tajné spolky a sekty. Jedněmi z nejznámějších byli karbonáři operující zejména v oblasti Neapolska a také příslušníci tajné skupiny Guelfia soustřeďující se na středoitalské země. Tyto skupiny měly v počátečních letech risorgimenta představovat hlavní oporu postupně vznikajícího národního hnutí a jako takové organizovat i četné vojenské vzpoury vyvolané za účelem převzetí moci či alespoň prosazení prvků konstitučního politického života do italské společnosti.

## Počátky hnutí

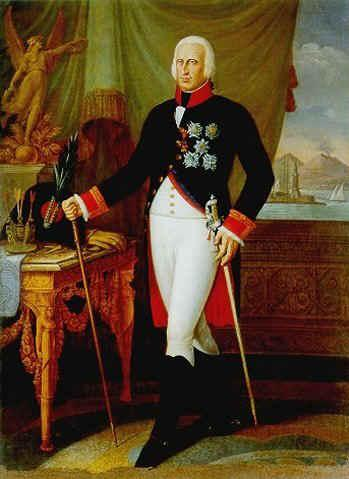
Sicilský král Ferdinand I.

Po konci Napoleonovy éry a zániku jím ustavených států na Apeninském poloostrově obnovil Vídeňský kongres s určitými změnami státní celky tak, jak existovaly před velkou francouzskou válkou. Na mnohé italské trůny nastoupily zpět původní dynastie – Savojští v Sardinském království, kteří získali také území původní Janovské republiky, Bourbon-Obojí Sicílie na Sicílii a v Neapolsku (od roku 1816 se země oficiálně spojily do Království obojí Sicílie), Toskánští Habsburko-Lotrinkové v Toskánsku a Rakouští-Este v Modenském vévodství. Rakouské císařství si pojistilo v zemi svůj vliv zabráním území na severovýchodě poloostrova, kde vzniklo Lombardsko-benátské království.
Málokteří panovníci byli ochotní v nastalém vývoji akceptovat liberální trendy a ve svých zemích zavedli zastaralé politické a hospodářské systémy. Základem politiky mnoha států byly pouze zájmy hlavního města, dvora a několika skupin, které ho ovládaly. Výsledkem byla i obnova celních hranic, čímž došlo zejména v nejvíce hospodářsky rozvinuté Pádské nížině k velkým hospodářským dopadům, k rozkvětu černého obchodu a zbojnictví. Na druhou stranu již nebylo možné po zavedení občanské společnosti za francouzské nadvlády přistoupit zpět k zavedení feudálních vztahů. Alespoň některé výdobytky předcházejících let se tedy na Apeninském poloostrově udržely.

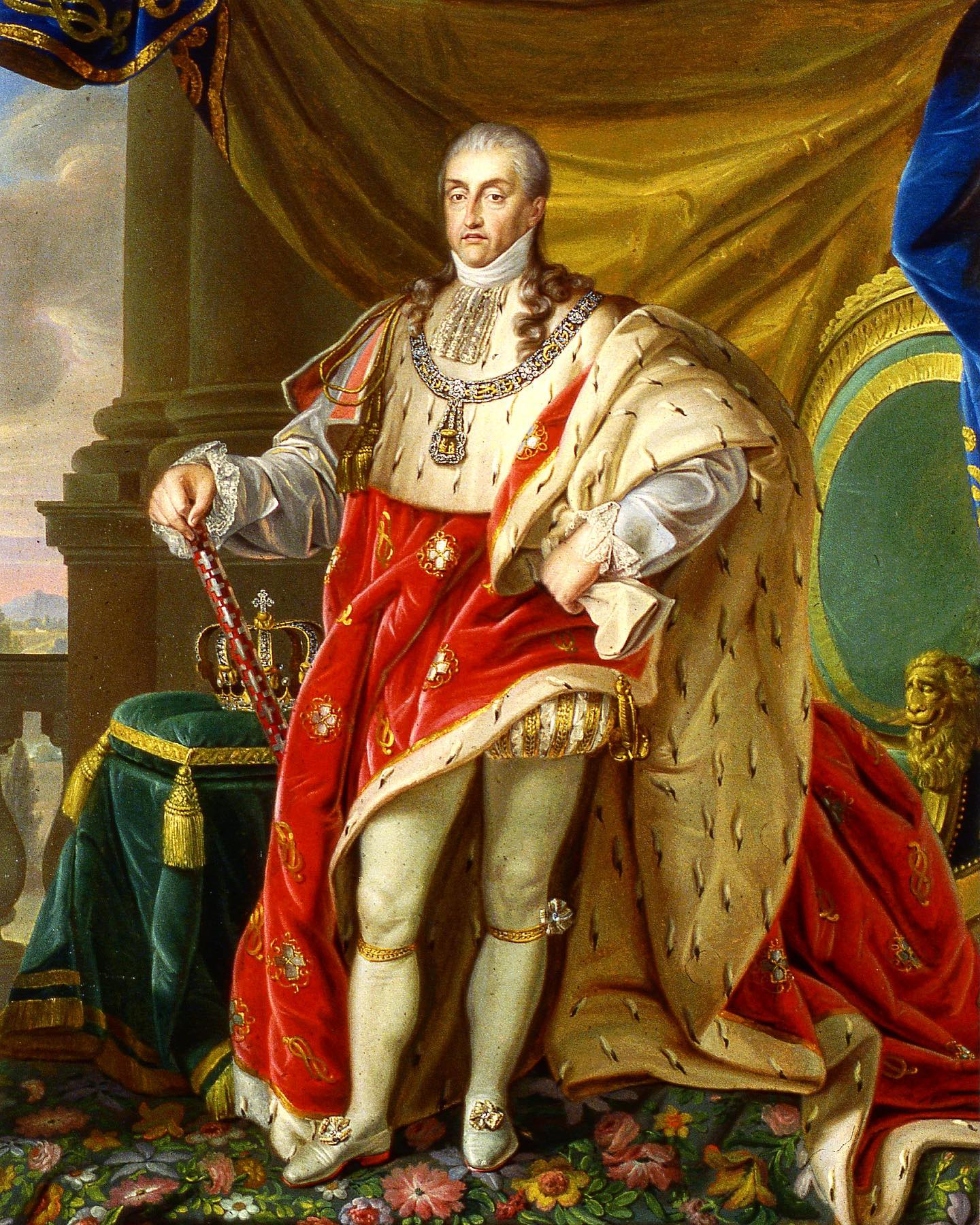
Sardinský král a piemontský vévoda Karel Felix

Mnozí státníci si uvědomovali, že naprosté obnovení původních společenských vztahů není možné dosáhnout a v případě vážnějších pokusů prosadit původní systém by se panovnické dvory dostaly do nebezpečné situace. Italské vlády tak kolísaly mezi přizpůsobivostí nové politické situaci a znovunastolováním starých společenských měřítek. Přesto jejich snahy nemohly plně uspokojit různé lidové vrstvy, jež získaly zkušenost s občanskou společností během revolučního a napoleonského období.
Jedna z prvních vzpour se objevila roku 1820 v Neapolsku poté, co do Itálie došly zprávy o událostech ve Španělsku. Tamější král Ferdinand VII. byl donucen přijmout v březnu 1820 ústavu. To pomohlo sjednotit odpůrce neapolské vlády, mimo jiné i příslušníky armády a na počátku července téhož roku vypuklo ve městě Nole povstání, jež se poměrně rychle rozšířilo po venkově a do hlavního města. Zde byl král obojí Sicílie Ferdinand I. donucen přísahat na španělskou ústavu. V táboře rebelů se ovšem vynořily neshody a sociální rozpory, jež znemožnily dovést povstání do úspěšného konce. Ferdinand využil situace a požádal o rakouskou intervenci, s jejíž pomocí se podařilo povstání potlačit. Habsburská intervence na jihu Itálie zmobilizovala tajné opoziční organizace v Piemontu, aby se i v této zemi pokusily vyvolat revoluci. Zde se postavily do boji proti králi pouze členové sektářských organizací a vojáci, kteří chtěli dosáhnout vedle uznání ústavy také obnovení napoleonského Italského království, a to i za cenu války s Rakouskem. V reakci na události abdikoval dosavadní král Viktor Emanuel I. a namísto něj měl nastoupit liberálnější Karel Albert, jenž předtím s povstalci sám vyjednával. Do boje ale zasáhl jeho strýc Karel Felix, který v Piemontu s rakouskou pomocí povstání potlačil, převzal moc a zavedl absolutistickou vládu.
Po skončení povstání došlo v mnoha italských městech k procesům s revolucionáři, které se nevyhnuly ani vynesení několika trestů smrti. Z těchto procesů nejvíce vynikaly co do rozsahu zejména soudy v Miláně a Neapoli. Mnoho účastníků povstání přišlo o život, další dostali dlouholeté žaláře, ostatní se zachránili útěkem do exilu. Restaurace tak slavila úspěch a svého vítězství využila k utužení poměrů. Opozice, zdeptaná porážkou a oslabená procesy, se nezmohla k odporu. V Itálii nastalo období stagnace, během něhož se lidé začali stále více oddávat pohodlnému životu a radovánkám, čekajíce na to, až se jednou poměry změní.
| „                            | Nemyslím, že je to utopie, když tvrdím, že v Itálii se v letech 1840-1845 rozpoutá revoluce. | “ |
| — Stendhal, Římské procházky |                                                                                              |   |

## Odraz Červencové revoluce v Itálii a pozdější vývoj

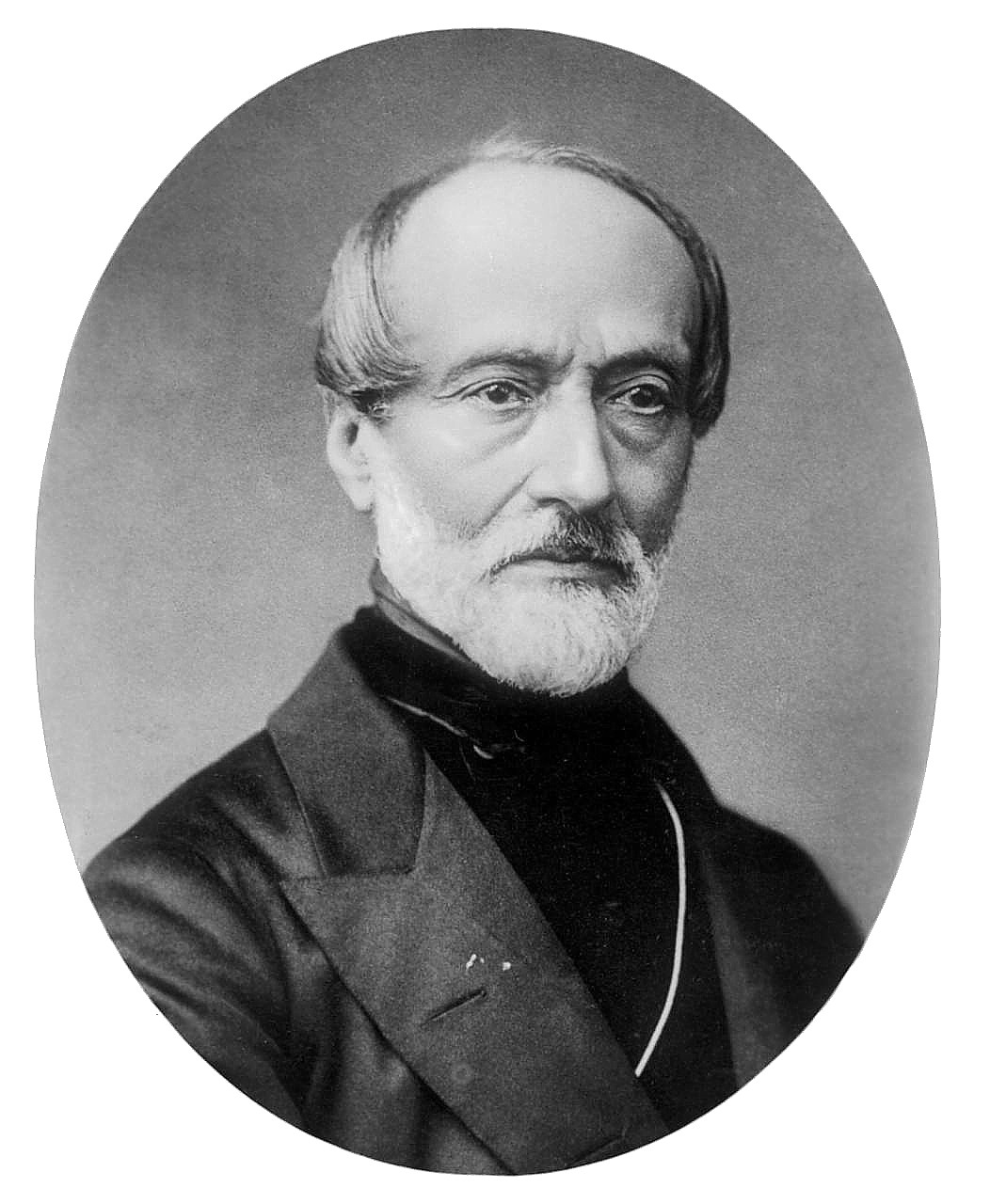
Zakladatel hnutí Mladá Itálie Giuseppe Mazzini

Existence systému velmocí podporujících zavedený systém restaurace nedávala po dlouhou dobu šanci na zlepšení trvající politické a společenské situace. Změnu přinesla až červencová revoluce roku 1830 ve Francii, která svrhla dosavadní absolutistický systém Karla X. a nastolila jeho liberálnější podobu v osobě nového krále Ludvíka Filipa. To odstartovalo novou vlnu pokusů dosáhnout změny i v oblasti Apeninského poloostrova. Povstání tentokrát započala ve vévodstvích střední Itálie. Z Bologne se od února 1831 rozšířilo do Modeny, Parmy a na území Papežského státu, kde zůstala pod kontrolou loajálního vojska pouze oblast kolem Říma zvaná Lazio. Opět ale byly tyto snahy zmařeny spory a intrikami mezi členy hnutí, zejména co se týče upřednostňováním jednotlivých center povstání svými krajany. Konečnou tečkou se stala neochota nového režimu ve Francii pomoci italským povstalcům a tím umožněná nová rakouská intervence. Pokus o sjednocení Itálie tak znovu selhal.
Přesto se politický vývoj Evropy, jež donedávna nedával risorgimentu reálnou šanci na úspěch, začal postupně měnit. Předně zde místo více či méně jednotného spolku velmocí proti sobě stály liberální monarchie, Velká Británie a Francie, proti svým konzervativním souputníkům – Prusku, Rusku a Rakousku. V oblasti Itálie se pak Francie pokoušela prosadit politiku omezení rakouského vlivu na poloostrově a zároveň Velká Británie si žárlivě střežila své postavení středomořské velmoci, jež získala připojením Gibraltaru a Malty pod svou vládu. Ale ani Rusko, vzhledem ke svému vlivu na Bosporu, nemuselo být v případě Itálie nutně pro udržení zdejší rakouské pozice. Ze samotných italských států se jevily jako schopné prosadit určitou formu sjednocení zejména dva – Sardinské království, někdy zvané též Piemont, a Království obojí Sicílie. Vzhledem k rostoucí konzervativní politice sicilského krále se tak stále více jevil jako vedoucí stát Piemont. Po smrti Karla Felixe zde opět nastoupil liberálněji smýšlející Karel Albert. Navíc již v 18. století dokázal tento stát na severu Itálie díky vhodné diplomacii posilovat svoje postavení a vést iniciativnější politiku.

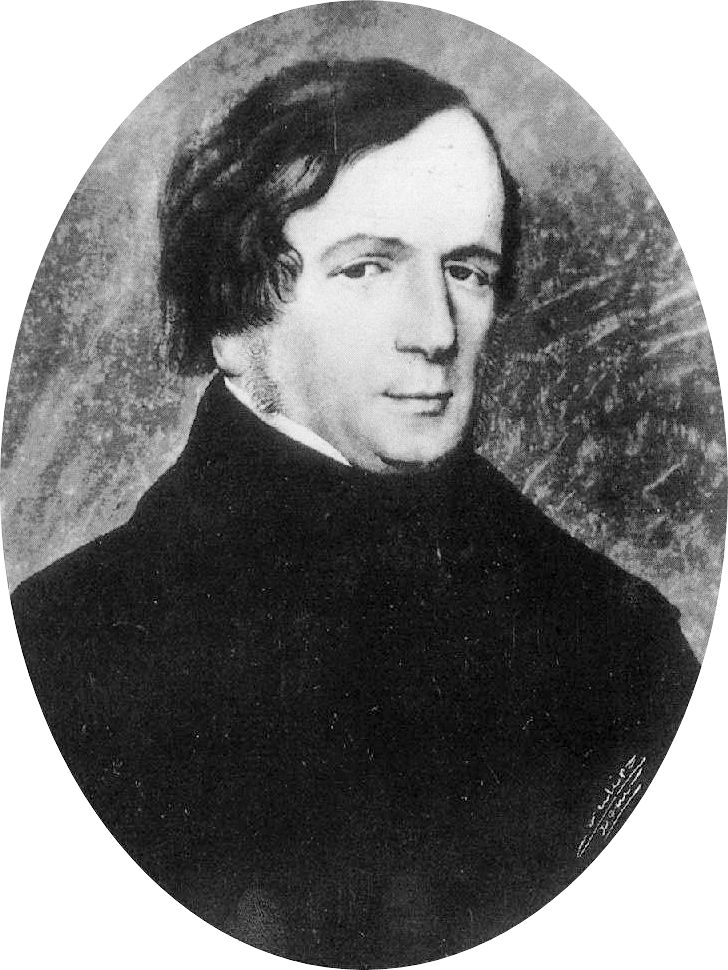
Představitel strany umírněných Vincenzo Gioberti

Novým vývojem prošly i revoluční spolky, z nichž nejvýznamnějším se stalo hnutí Mladá Itálie založené Giuseppem Mazzinim na počátku roku 1831. Cílem všech snažení tohoto spolku bylo opět povstání proti dosavadním vládám, nicméně mělo k němu dojít až po završení seznámení s idejí sjednocení co nejširší vrstvy. I díky tomu dokázala získat rozsáhlou členskou základnu a představovala tak vývojový stupeň mezi původními sektářskými organizacemi a politickými stranami. Konečným důsledkem povstání pak mělo být vytvoření jednotné republiky. Rozsah organizace ovšem poměrně brzy začal vyvolávat problémy – již několik let po svém vzniku byly sítě této organizace téměř zničeny, jediným výsledkem tak bylo zvýšení počtu italských exulantů. V odpověď nato se začaly vytvářet v italské diaspoře skupiny dělníků organizovaných Mladou Itálií, ale ani ty neměly značný úspěch. Většina akcí uspořádaná Mazziniovými spolupracovníky totiž měla opět charakter povstání vyvolaného intelektuální a společenskou elitou a jako takové byly odsouzeny k záhubě. Významnou ztrátu prestiže a Mazziniho vlivu představoval jeden z těchto pokusů, útok 19 členů Mladé Itálie v Kalábrii, jenž skončil smrtí všech zúčastněných členů.
Oproti tomuto proudu existovala v italské politice také strana umírněných. Jedním z jejích představitelů Vincenzem Giobertim byl představen projekt federalizace italských států pod vedením papeže. To by bylo umožněno, podle dalšího zastánce strany umírněných Massimem d'Azegliem, provedením zásadních reforem týkajících se zrušení celních hranic, svobodou tisku a úpravou legislativy, čímž by si jednotliví vládci získali podporu veřejnosti. Rakousko mělo být, podle představy umírněných, kompenzováno za ztrátu Itálie zisky v oblasti Balkánu. Právě Piemont za vlády Karla Alberta se stal ohniskem tohoto hnutí a představoval tak nadějného kandidáta na vůdce sjednocení celé Itálie.
Důležitým faktorem se stal i hospodářský vývoj. Na Apeninském poloostrově se začalo rozvíjet kapitalistické hospodářství, počaly se stavět železnice a zakládat banky. Italský průmysl i zahraniční obchod byly na vzestupu. Na druhou stranu mnohé oblasti trpěly dovozem levnějších výrobků ze zahraničí, zejména obilí, bavlny a vlny. Modernější statky řešily tuto situaci orientací na jiné, povětšinou průmyslové plodiny. V méně rozvinutých oblastech, zejména v jižních částech poloostrova, kde dožíval feudální systém, se ve zvýšené míře naopak utužoval kořistnický systém. Pastviny a lesy se zde často přeměňovaly na pole, čímž došlo k narušení toků podzemní vody a dalším problémům v tamějším zemědělském hospodářství.

## Události let 1848 a 1849

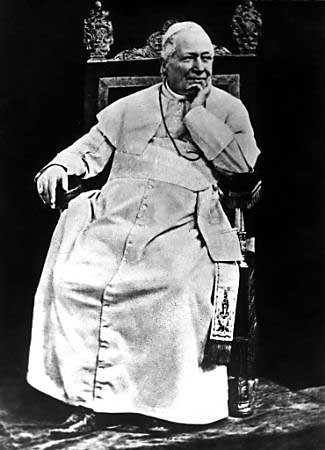
Papež Pius IX.

Agitace Mladé Itálie a umírněných, podobně jako dosavadní hospodářský vývoj, začal stupňovat společenské a politické napětí v italských zemích. To zesílilo po zvolení papeže Pia IX., jenž ve skutečnosti představoval kompromisní volbu mezi příznivci konzervativní a liberální politiky. Pod tlakem veřejnosti přistoupil v březnu 1847 k dílčím reformám, jako byly uvolnění cenzury a svolání zvláštního sboru světských zástupců, jež mu měli sloužit při správě státu jako poradci. Papežova příkladu následovaly vlády v Toskánsku a Sardinském království, kde taktéž došlo k uvolnění tisku a správním reformám. Dalším krokem měla být dohoda mezi papežem, toskánskou a sardinskou vládou, na základě níž došlo k odsouhlasení rámcové dohody o celní unii, přestože s žádným hmatatelným výsledkem. Neklidné společenské ovzduší roku 1847 naznačovaly i k rolnické bouře v Lombardii a rozbíjení strojů v Římě. Do politického vývoje na poloostrově zasáhlo v tuto chvíli Rakouské císařství, snažící se udržet svůj vliv v Itálii. V červenci 1847 byl vyslán rakouský expediční sbor, který obsadil ferrarskou pevnost. Následkem toho se dále prohlubovalo protirakouské cítění a v Miláně, v té době pod rakouskou nadvládou, proběhly i násilné demonstrace. V nastalé situaci se opět začala prosazovat Mladá Itálie přesahující obnovenou aktivitou všechny své předchozí pokusy.
První povstání, zatím nepříliš organizované, začalo již 12. ledna 1848 v Palermu a s překotnou rychlostí se rozšířilo po celé Sicílii. Ke konci ledna již povstání zasáhla i Neapolsko, kde byl král Ferdinand II. donucen slíbit přijetí ústavy. Ostatní italští vladaři se snažili přizpůsobit se situaci a tak v Sardinském království, Papežském státě a Toskánsku došlo k přijetí ústavy. Události v okolních státech, kde též docházelo k revolučním povstáním, uspíšila vývoj i v Itálii. V březnu vypuklo povstání v Miláně, kde po několikadenních bojích došlo k převzetí kontroly nad městem a poražení rakouské posádky. Ve stejné době povstaly úspěšně také Benátky a v den osvobození Milána zaútočily na rakouské území sardinské oddíly spolu s vojsky dalších italských států. Započala první italská válka za nezávislost.

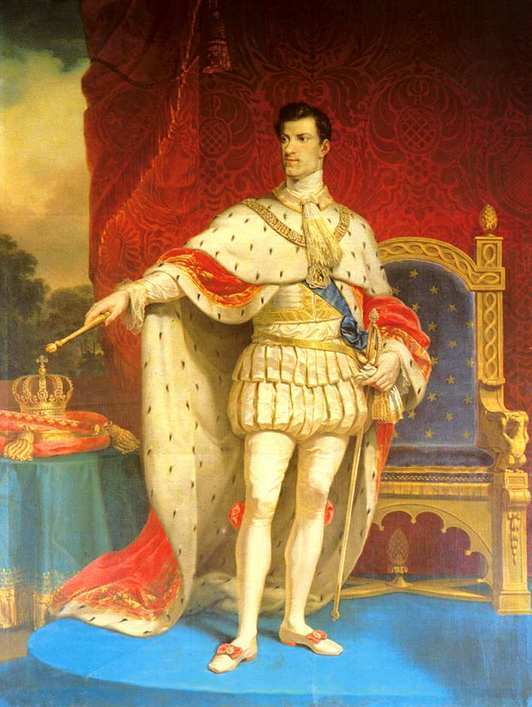
Karel Albert, sardinský král v letech 1831 až 1848

Již brzy se ovšem vyskytly nové problémy. Předně se od italských snah distancoval sám papež. Následně Neapolsko znovu ovládl sicilský král Ferdinand, který zde zavedl silné represe proti svým odpůrcům. Ani spojenectví mezi milánskou vládou a sardinským dvorem nebyly ideální. Mimo to samotný sardinský král Karel Albert postupoval váhavě a spíše než národním cítěním byl veden dynastickými zájmy. Hned v začátku války několikrát sardinská armáda promarnila možnost razantněji těžit z vojenských úspěchů. Poprvé při komplikovaném ústupu jednotek maršála Radeckého nepřátelským územím z Milána do Popádí, podruhé po vítězné bitvě u Goita 30. května 1848 a získání Peschiery. Radecký dokázal přeskupit svoje jednotky, zaútočil a dosáhl rozhodného vítězství u Custozzy, po níž přešla iniciativa do rukou rakouských armád. 9. srpna došlo k podepsání příměří.
Neúspěchy Karla Alberta, stejně jako neochota papeže podpořit úsilí za sjednocení, vedly k názorovému posunu u mnoha povstalců. Na pořad dne se nyní dostal Mazziniho plán vytvořit na základě všeobecných voleb ústavodárné shromáždění a docílit co nejdříve sjednocení země. Úspěchy se dostavily v Římě a Toskánsku, odkud museli oba dosavadní vládcové, velkovévoda Leopold II. a papež Pius IX., uprchnout. Vypsaly se volby, které vyhráli demokraté a v nově utvořeném ústavodárném shromáždění vyhlásili konec vlády papeže a vytvoření Římské republiky. Demokratická vlna se rozšířila i do Sardinského království, kde se vlády ujal vedoucí člen strany umírněných Vincenzo Gioberti, který započal jednání s novými demokratickými vládami o celoitalském shromáždění, jež by přijalo ústavu. Již záhy poté se ovšem vyskytly nové problémy – Gioberti se totiž na jednu stranu snažil restaurovat Toskánské velkovévodství, čímž si popudil příznivce demokratického kursu, zároveň se snažil odebrat velení vojska Karlu Albertovi, jehož si taktéž znepřátelil, a následkem toho musel v únoru 1849 podat demisi. Sardinský král nato opět vytáhl do boje s Rakouskem, ale jeho vojsko bylo znovu drtivě poraženo u Novary. Panovník proto po tomto významném vojenském neúspěchu abdikoval ve prospěch svého syna Viktora Emanuela II., jenž začal vést s Rakouskem mírová jednání. Rakousko tak opět ovládlo Lombardii, na toskánský trůn dosadily jeho jednotky velkovévodu Leopolda II. a na Sicílii po několikaměsíčních bojích obnovili v březnu 1849 svou moc Bourboni.
Poslední dvě oblasti pod kontrolou povstalců tvořily Řím a Benátky. V této chvíli zasáhla Francie, jež pod záminkou zprostředkování vyjednávání mezi papežem a liberály vyslala do Říma expediční sbor. Zde se Francouzi nicméně střetli s rozhodným odporem obyvatelstva vedeného Mazzinim a dalšími členy vlády spolu s vojenským velením Giuseppeho Garibaldiho. Boje probíhaly od konce dubna až do počátku června, kdy se francouzským jednotkám podařilo zvítězit a obsadit Řím. Dlouho se bránily taktéž Benátky, k nimž mezitím marně směřoval Garibaldi se svým vojenským sborem – padly 24. srpna. Revoluce v Itálii byla opět poražena.

## Pokračující snaha o sjednocení

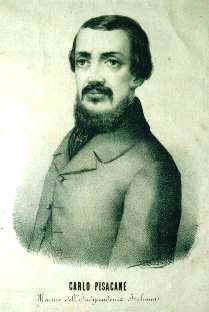
Revolucionář a Mazziniho spolupracovník Carlo Pisacane

Nový neúspěch nijak neovlivnil snahu Giuseppa Mazziniho, přesvědčeného, že stav v Itálii musí brzo směřovat k další revoluci, vyvolat další povstání. Tentokrát k němu mělo dojít za pomoci větší spolupráce mezi národy dosud existujícími pod nadvládou konzervativních panovníků, tedy Italy, Poláky a Maďary. K této spolupráci zřídil v Londýně ústřední evropský demokratický výbor, v němž zasedali zástupci Maďarů, Poláků, Němců a Francouzů. Jeho koncept osvobození a zrovnoprávnění národů, odsunující sociální otázky do pozadí, ale nemohl odpovídat představám širším společenských vrstev. Na Mazziniho postoj zareagoval Miláňan Giuseppe Ferrari, který ve svém spisu obhajoval radikální změny ve společnosti způsobené revolucí se sociálním podtextem, jež by měla vyčkat s rozpoutáním revoluce na Paříž. Proti tomuto názoru se ohradili Carlo Cattaneo a zejména bývalý neapolský důstojník Carlo Pisacane, jenž odmítl Ferrariho názory zejména pro vyčkávací pozici, kterou milánský rodák italskému hnutí přisoudil. Dle něj, podobně jako podle Mazziniho, měla mít italská revoluce svůj vlastní osobitý ráz a vývoj. Vedoucí osobností demokratického hnutí tak nadále zůstával Mazzini, a to zejména pro svoji roli při vzniku a obraně Římské republiky. Postupně se mu podařilo obnovit organizaci svých přívrženců a roku 1853 se pokusil rozpoutat revoluci v Miláně. K té se ale přidalo pouze několik menších skupinek lidí s čistě násilnickými úmysly, jež policie dokázala bez větších problémů zlikvidovat. Ani poté, přestože se stal opět terčem četné kritiky, se Mazzini nevzdal a spolu s Pisacanem připravili o čtyři roky později výpravu do Sapri v Neapolsku, kde, jak Pisacane doufal, se podaří rozpoutat rolnické povstání. I tento plán selhal a většina členů výpravy, mezi nimiž byl i samotný Pisacane, zahynula.

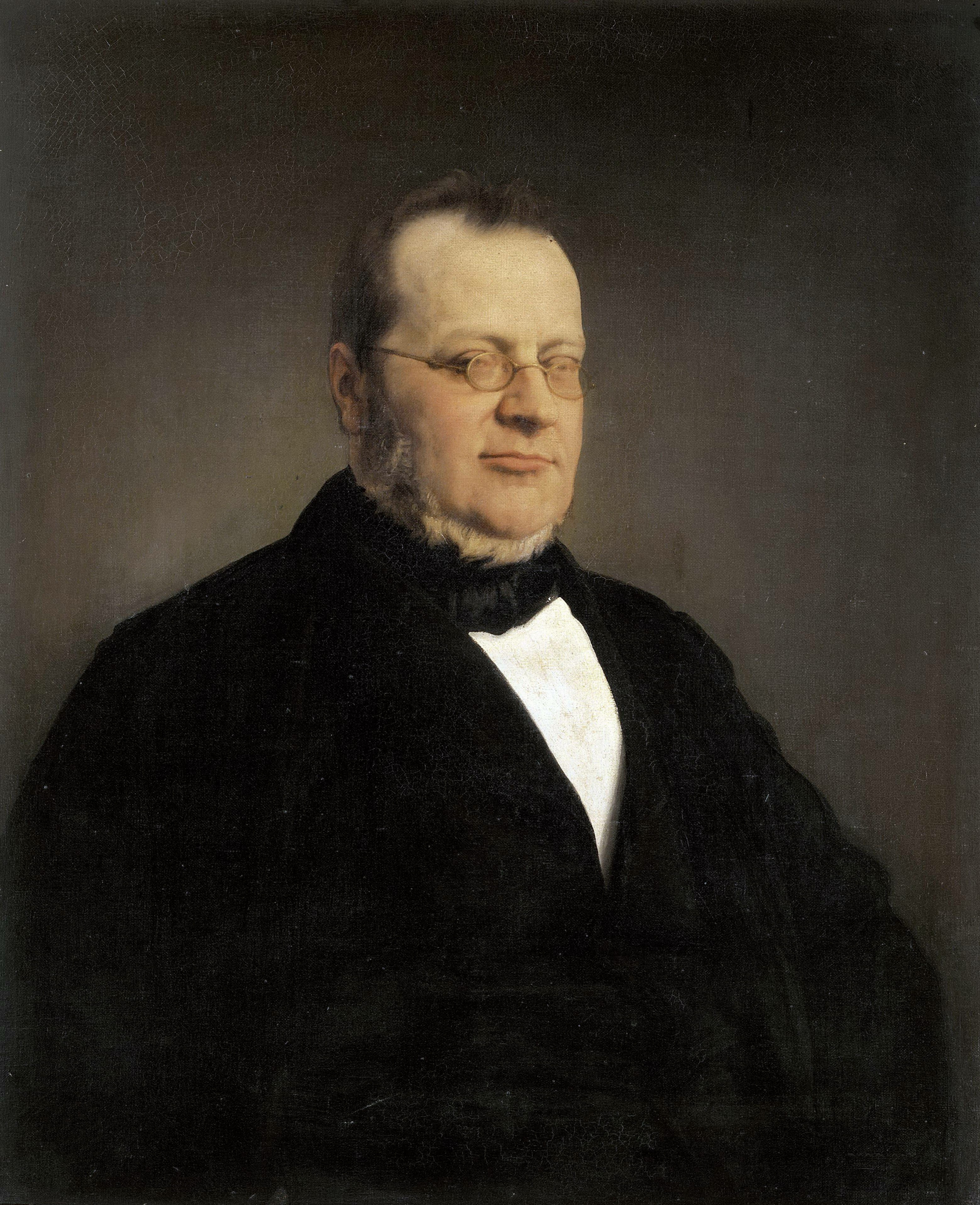
Sardinský premiér Camillo Benso hrabě di Cavour

Právě nyní se ovšem na severu Itálie začaly poměry výrazně měnit. Do čela risorgimenta si od nynějška mělo postavit Sardinské království. Poté, co se sardinskému králi Viktoru Emanuelu II. podařilo porazit povstání v Janově vypuknuvší po započetí mírových rozhovorů mezi ním a rakouskou vládou, rozhodl se v listopadu 1849 rozpustit sněmovnu. Zároveň vyhlásil, že pakliže umírněná strana prohraje nové volby, zruší opětovně ústavu. Stal se přesný opak – umírnění naopak zvítězili a zejména díky pevnému odporu předsedy vlády Massima Taparelliho d'Azeglia král k zrušení ústavy nepřistoupil. Po opětovném nastolení starých pořádků v Itálii zůstalo Sardinské království jedinou konstituční monarchií a jeho vláda úspěšně prováděla přes snahy svých odpůrců úspěšnou reformní politiku, zejména v oblasti dosud notně zaostalého zákonodárství. Byly zrušeny četné výhody duchovenstva a vláda se pokusila i o zavedení občanského sňatku. Zde však tvrdě narazila a d'Azeglio musel podat demisi. Na jeho místo nastoupil schopný politik Camillo Benso Cavour. Ten si spojenectvím s umírněnějšími levicovými politiky získal dostatečnou převahu ve sněmovně a zajistil si tak podporu pro svůj plán rozsáhlých hospodářských reforem, jež měly vést k liberalizaci poměrů a k modernizaci společnosti.
Pomocí státních zásahů začal budovat v Piemontu rozsáhlé veřejné práce zejména v oblasti infrastruktury, například železnice a zavlažovacích kanálů. Zároveň došlo k otevření Národní banky fungující jako ústřední ústav pro poskytování úvěrů. Jeho podpora hospodářství nesla ovoce – na rozdíl od zbytku Itálie, kde hospodářství do značné míry stagnovalo, Sardinské království pozvolna dohánělo svou mírou růstu západoevropské ekonomiky. Došlo k další sekularizaci státu, především zrušením mnoha klášterů. Zároveň byla dodržována důsledná svoboda tisku, spolčování a výuky. To přitahovalo do Piemnotu množství exulantů, kteří našli v zemi výnosné posty například ve státní správě a jejichž počty dosáhly několika desítek tisíc. Po neúspěchu a pobití Pisacaneho mužů u Sapri si Cavourův umírněný liberalismus získával stále více příznivců. Právě vyděděnci z jiných italských zemí zde založili Národní společnost, ve které vedle jejích zakladatelů La Fariny a Daniela Manina působil mimo jiné i Giuseppe Garibaldi.
Přesto důležitým faktorem na cestě ke spojení italských zemí do jednoho státu zůstávala zejména zahraniční politika. Cavour, vědom si současné mezinárodní situace, tak po svém nástupu započal dlouhodobé utužování vztahů s Francií, v té době pod vládou císaře Napoleona III. Ačkoliv sám nevěřil, že by se dalo jediným krokem ve správné situaci získat všechna italská území, pokoušel se z každé příležitosti vytěžit maximum a zajistit pro Sardinské království do budoucna rozsáhlejší územní zisky. Důležitou příležitostí byla krymská válka, která notně zhoršila vztahy Rakouska s Ruskem. Zároveň se díky vyslání vlastního expedičního sboru po boku Anglie a Francie podařilo zařadit Sardinské království do diplomatických jednání velmocí, ačkoliv zatím žádné územní přírůstky dosaženy nebyly. U Cavoura začalo růst přesvědčení, že jedině vojenské střetnutí může nyní dosáhnout významnějších výsledků. Proto se pokusil dále upevnit vztahy s Napoleonem III. Tyto jeho snahy se ovšem načas rozplynuly, když se na francouzského císaře pokusil spáchat 14. ledna 1858 Ital Felice Orsini atentát. Nicméně Orsiniho důstojné vystupování před soudem a jeho dopis zaslaný francouzskému panovníkovi dokázaly přesvědčit císaře, že je třeba situaci v Itálii rozhodným způsobem vyřešit. Během jednání s Cavourem v Plombiéres oba státníci vypracovali budoucí nové rozdělení Itálie – výměnou za celou severní Itálii se Sardinské království vzdá ve prospěch Francie oblasti kolem Nice a Savojska. Dále mělo být zachováno Království obojí Sicílie, ovšem s novou panovnickou dynastií. Ve střední Itálii pak mělo vzniknout království, jehož panovník by byl určen až postupem času. Tyto tři státy by utvořily konfederaci s předsednictvím papeže, jemuž by bylo nadále umožněno podržet si území Říma s okolím. Tyto dohody potvrdil sňatek dcery Viktora Emanuela Marie Klotildy s Napoleonem Josefem Bonapartem. Na případný důvod k válce nemusel Cavour dlouho čekat, již 19. dubna 1859 dalo Rakousko, obávající se stoupajícího vlivu Sardinského království, sardinské vládě ultimátum. O deset dní později započaly první vojenské operace a spolu s ním i druhá italská válka za nezávislost.

## Válka s Rakouskem

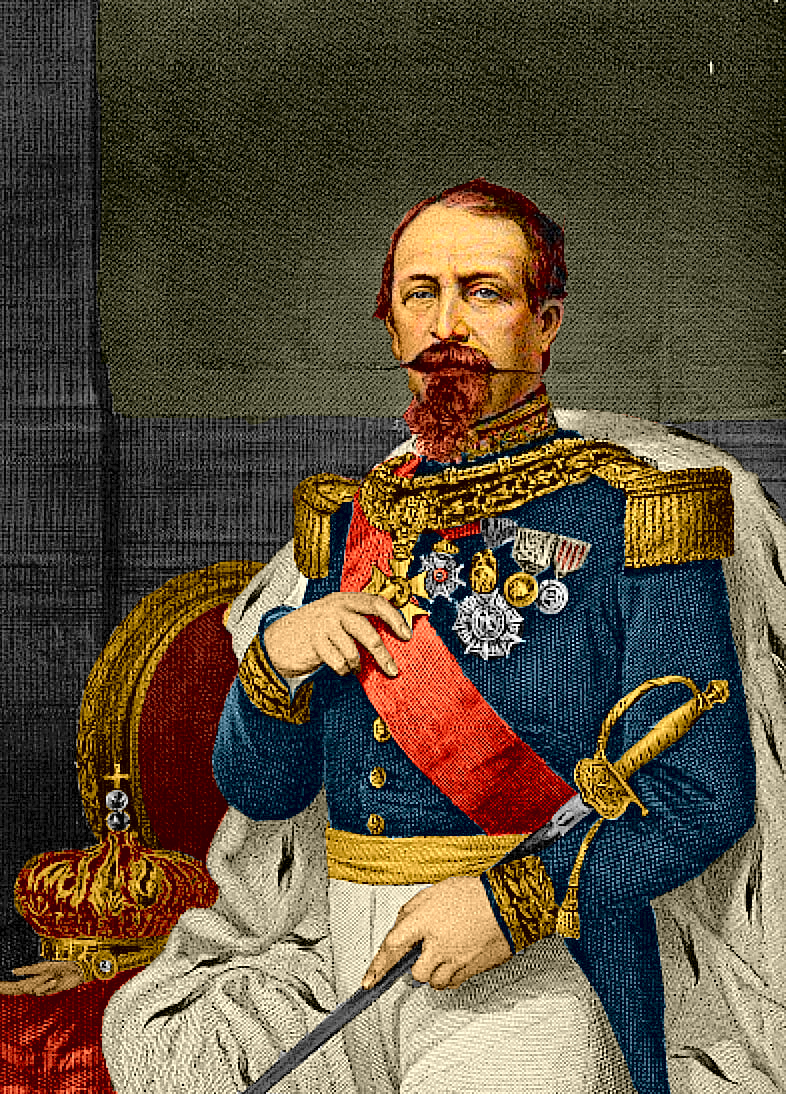
Francouzský císař Napoleon III.

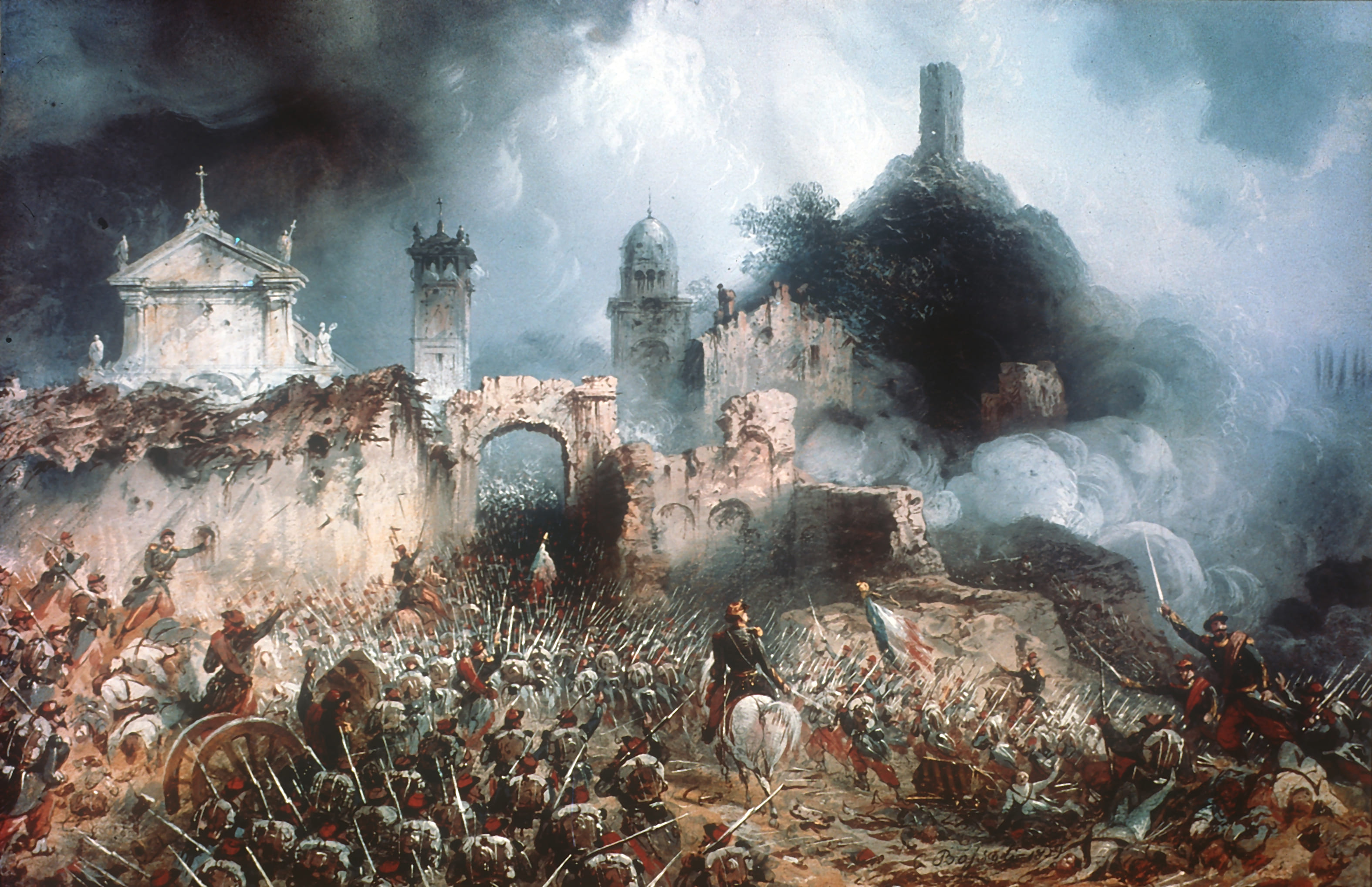
Bitva u Solferina

Ihned po rozpoutání války 29. dubna 1859 se začaly události vyvíjet pro sardinsko-francouzské vojsko více než příznivě. Po vítězství u Magenty byl získán Milán a následně dvě rozhodující porážky rakouského vojska u Solferina a San Martina umožnily vojenské operace úspěšně dotáhnout do konce. Situace se ale záhy zkomplikovala povstáními ve střední Itálii vyvolanými činností Národní společnosti. To vedlo Napoleona k urychlenému započetí jednání s Rakouskem ve Villafrance, kde byl uzavřen předběžný mír. Cavour v odpověď na císařovo jednání podal demisi, přesto jeho spolupracovníci nadále ovlivňovali vývoj ve středoitalských státech a usilovali zde dosáhnout souhlasu s připojením těchto zemí k Sardinskému království. Napoleon se snažil nějakým způsobem vyváznout z nastalé situace tak, aby si neznepřátelil všechny strany konfliktu a neztratil nedávno přislíbené Savojsko a Nizzu, čímž by si proti sobě poštval i francouzskou veřejnost. To mu umožnil Cavour, jenž se opět na začátku roku 1860 dostal k moci. Na základě lidových hlasování proběhnuvších během jara téhož roku se Savojsko a Nice připojilo k Francii a Parma, Modena a Toskánsko k Sardinskému království.

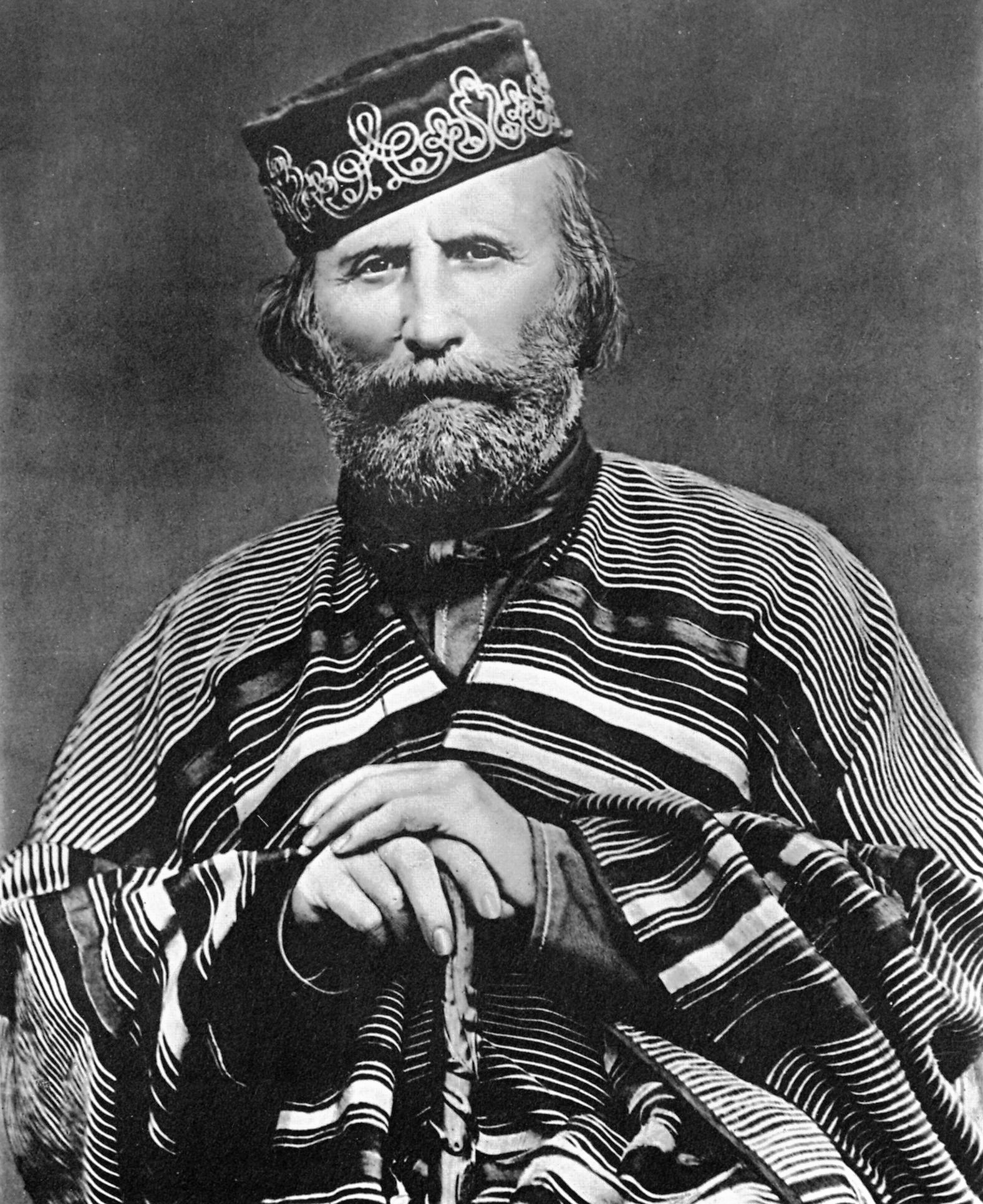
Italský revolucionář Giuseppe Garibaldi

V dané chvíli se zdálo, že tímto byly možnosti Francie a Piemontu vyčerpány. Ovšem iniciativy se nyní chopili demokratičtí revolucionáři a Giuseppe Garibaldi. 6. května se italský revolucionář s tisícovkou mužů se zastaralou výzbrojí vydal přes Cavourův a králův odpor na výpravu na Sicílii, kde již od dubna probíhala vzpoura proti bourbonské dynastii. Zde zakotvili ve městě Marsala, kde 15. května vyhráli s notnými ztrátami svou první bitvu. Ke Garibaldimu, jenž byl sicilskými rolníky považován za spasitele, se přidávali další povstalci, takže již na počátku června ovládl Palermo. Od této chvíle začal mezi Garibaldim a Cavourem diplomatický boj, který přes některé dílčí úspěchy nakonec Garibaldi prohrál. Cavour dokázal přesvědčit krále Viktoria Emanuela II., aby se postavil za svého vládního předsedu a navíc se mu podařilo zorganizovat v jižní Itálii plebiscit, jenž dopadl ve prospěch připojení tamních oblastí k Sardinskému království. Garibaldi ani demokraté nemohli tedy zužitkovat svá dosavadní vojenská vítězství i na politickém poli, aby prosadili své vlastní cíle ohledně tvorby nového italského státu. Zároveň na jih postupovaly piemontské jednotky, jenž po souhlasu Napoleona III. obsadily podstatnou část Papežského státu. Po bitvě na řece Volturno byl bourbonský odpor zlomen a po pádu poslední bourbonské pevnosti Gaety se sardinský parlament usnesl 4. března 1861 vyhlásit sjednocení Itálie. Přestože ještě Řím a Benátsko nebylo po několik let součástí italského státu, podstatná část apeninského poloostrova byla nyní pod vládou nově vzniklého Italského království. Cíl risorgimenta tak byl z podstatné části splněn.

## Připojení Benátska a Papežského státu

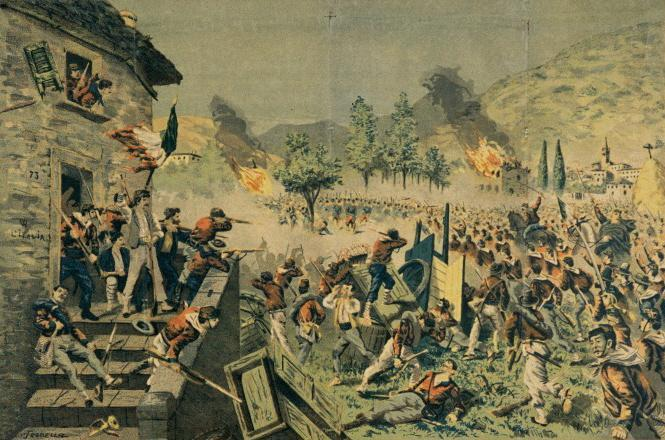
Bitva u Mentany

Sjednocení podstatné části poloostrova se nicméně netýkalo dvou oblastí – nadále rakouského Benátska a území kolem Říma, zvaného Lazio, jež se dosud nacházelo pod nadvládou papeže. Benátky s okolím byly získány během prusko-rakouské války, kdy Itálie jakožto spojenec vítězného Pruska, přes špatné velení a utrpění porážek v pozemní bitvě u Custozy a námořní bitvy u Lissy, získala po pruském vítězství u Sadové slíbené Benátsko. Problematickým se naopak ukázalo získání oblastí Papežského státu, kde jeho hlavní město již od roku 1848 okupovaly francouzské jednotky. Ty nehodlal Napoleon III., vzhledem k případnému pobouření francouzské katolické veřejnosti, prozatím stáhnout. Již v srpnu 1862 se Garibaldi se skupinou dobrovolníků přeplavil ze Sicílie do Neapolska a zahájil pochod na Řím. Italská vláda, původně k tomuto činu svolná, podlehla francouzskému diplomatickému tlaku a povolala proti Garibaldovcům vojsko, které je v bitvě u Aspromonte rozprášilo. Přesto se premiér Marco Minghetti pokusil o dva roky později získat Řím na základě dohody s Francií. Jednání mezi oběma státy dospěla k vyklizení Lazia francouzskou armádou k roku 1866 a k přenesení hlavního města Itálie z Turína do Florencie.

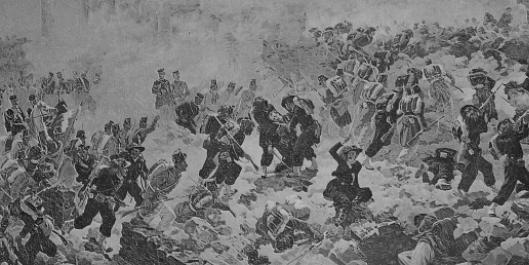
Italské jednotky vnikají do Říma

Otázka získání Říma se tímto nevyřešila a pouze odložila. Další konflikt pak vyvolal sám papež Pius IX., když si svojí stupňující se protiliberální politikou znepřátelil značnou část společnosti, kterou nyní zasáhla vlna protiklerikálního cítění. Italská vláda byla na nátlak veřejnosti nucena přijmout řadu usnesení prohlubujících světské rysy italského státu. Nálady ve společnosti znovu využil Garibaldi a s novou jednotkou dobrovolníků se opět vydal na pochod na Řím, tentokrát již s přímou podporou italské vlády. Nicméně Francie znovu zasáhla a vojenský sbor odvolaný na základě předchozí dohody byl povolán zpět. Garibaldi a jeho muži byli opět poraženi, tentokrát francouzskými jednotkami v bitvě u Mentany. Francouzské síly se přesto udržely v Říme pouze tři roky. Po francouzské prohře u Sedanu ve válce s Pruskem vstoupily italské jednotky 20. září 1870 do Říma jenž se záhy nato stal novým italským hlavním městem. Území Papežského státu existujícího přes tisíc let bylo anektováno Itálií. Snaha o sjednocení Apeninského poloostrova tak byla prakticky završena.